# S. Damian
S. Damian, menționat uneori Sami Damian, (n. Samuel Druckmann; n. 18 iulie 1930, Alba Iulia, Alba, România – d. 1 august 2012) a fost un critic literar și eseist evreu născut în România.   

## Biografie
S-a născut cu numele de Samuel Druckmann  în familia funcționarului Carol Ludovic Druckmann și al soției sale, Pessia (n. Abraham).

### Studii
A urmat studii elementare la București (1937-1941), studii gimnaziale și liceale la Liceul „Cultura Max Aziel” (1941-1948) și Liceul „Sf. Sava” din București (1948-1949), apoi Școala de Literatură și Critică Literară „Mihai Eminescu” și Facultatea de Filologie a Universității din București (1950-1955), susținându-și examenul de licență în 1972.

### Activitatea literară
A lucrat ca redactor la revistele Contemporanul (1951-1954), Gazeta literară (1954-1970) și România literară (1970-1973), redactor-șef adjunct la revista Luceafărul (1973-1974) și redactor la Studioul „Animafilm” (1974-1976).
A debutat editorial prin 1955-1956 cu volume de critică literară, scrise în spiritul dogmatismului epocii și semnate cu pseudonimul S. Damian.
Marginalizat o perioadă, s-a autoexilat în RFG în 1976 (unde a lucrat între anii 1976-1995 ca lector de limba și literatura română la Universitatea din Heidelberg și a condus Catedra de Limba și Literatură Română a Seminarului de Romanistică a aceluiași institut de învățământ superior), de unde a trimis manuscrise pentru cărți, studii numeroase, bine alcătuite, care au apărut în diverse publicații, la edituri din România. După evenimentele din decembrie 1989, a revenit la profesiunea de critic, dând la tipar, în România, mai multe culegeri de eseuri, cuprinzând intervenții pe teme politice, comentarii de cărți și de autori.
Din 1996 a fost căsătorit cu Simona Timaru-Druckmann, la Heidelberg.
În 1998 a apărut volumul lui Ion Negoițescu „Dialoguri după tăcere. Scrisori către S. Damian”.
A avut un frate geamăn, Marcel.

## Scrieri
- Generalitatea și individualitatea ideii operei literare, 1955
- Încercări de analiză literară, 1956
- Direcții și tendințe în proza nouă, 1963
- Intrarea în castel, București, 1970
- G. Călinescu romancier. Eseu despre măștile jocului, 1971
- Scufița Roșie nu mai merge în pădure, 1994
- Fals tratat despre psihologia succesului, 1972; ediția București, 1995
- Duelul invizibil, 1996
- Replici din burta lupului, București, 1997
- Aruncând mănușa, București, 1999
- Pivnițe, mansarde, nu puține trepte, 2002
- Aripile lui Icar, 2004
- Trepte în sus, trepte în jos, 2006
- Păr de aur, păr de cenușă, 2007
- Nu toți copacii s-au înălțat la cer, 2010
- Zbor aproape de pământ, 2008

## Premii și distincții
- Premiul Uniunii Scriitorilor din România, 1970